# Cryptopezia mirabilis
Cryptopezia mirabilis är en svampart som beskrevs av Höhn. 1919. Cryptopezia mirabilis ingår i släktet Cryptopezia, ordningen disksvampar, klassen Leotiomycetes, divisionen sporsäcksvampar och riket svampar.   Inga underarter finns listade i Catalogue of Life.